# 福岡県立三潴高等学校
福岡県立三潴高等学校（ふくおかけんりつ みずまこうとうがっこう, Fukuoka Prefectural Mizuma High School）は、福岡県久留米市城島町城島にある県立高等学校。
学校スポーツが盛んであり、特にカヌー部は、全国レベルで、国際大会にも出場を果している。過去には、水泳部・陸上部・カヌー部が全国大会優勝の実績を持つ。また8名のオリンピック選手を輩出。

## 概要
歴史
1923年（大正12年）に開校した「福岡県立三潴中学校」（旧制中学校）を前身とし、2023年（令和5年）に創立100周年を迎えた。設立にあたって、酒屋全盛だった当時、地元の酒造家達が全面的に支援。土地は花の露の寄付によるもの。現在正門脇には当時の花の露社長、冨安重行翁銅像が設置されている。
学区
第十学区（旧第十一・十二学区）- （三潴郡、大川市、柳川市、みやま市、大牟田市）　久留米市、筑後市のうち羽犬塚中、筑後北中
※ただし、スポーツ文化コースは福岡県、佐賀県内全域から受験可能。
設置課程・学科
全日制課程・普通科（普通一般・スポーツ文化コース）
校訓
「至誠・節義・剛健」
校章
1923年（大正12年）の創立と同時に制定。柏の葉を背景に、「高」の文字（旧字体）を置く。柏の葉は校名の「三潴」にちなみ、三枚となっている。
校歌
1951年（昭和26年）に制定。作詞は中園友衛、作曲は細川潤一による。3番まであり、校名は歌詞に登場しない。
同窓会
「三潴高校同窓会」を称している。毎年10月に総会を開催している。東京、東海、福岡、久留米、城島支大木、三潴に部を置く。

## 教育方針
教育方針
憲法並びに教育基本法の趣旨に則り、平和を愛し、民主的で文化的な独立国家の国民を育成すると共に、本校創立の由来と伝統に基づき、地域社会の期待に応える特色ある学校としての発展を期する。
綱領
誠実で礼儀正しく、同朋と相親しみ、互いに助け合う。
学業に励み、個性の伸長を図る。
不屈の精神を以て目的の貫徹を図り、常に自己反省をなす。
生徒綱要五カ条（開校式並びに第一回入学式において初代校長が発表）
誠実ニシテ責任ヲ重ンゼヨ
勤勉ニシテ向上ノ念ニ富メ
剛健ニシテ質朴ニ安ンゼヨ
和親ニシテ協同ノ実ヲ挙ゲヨ
謙譲ニシテ規律ヲ守レ
教育目標
次代を担う人間として、学ぶ意欲と規律正しい豊かな心を持つとともに、社会の発展に貢献するたくましい人間を育成する。

## 沿革
- 1923年（大正12年）
  - 3月24日 - 福岡県立三潴中学校の設置（定員500名）が認可。
  - 4月9日 - 「福岡県立三潴中学校」が三潴郡城島町に開校。城島尋常高等小学校（現・久留米市立城島小学校）の一部を仮校舎として使用。
- 1924年（大正13年）4月4日 - 校舎一部完成に伴い、移転。
- 1925年（大正14年）4月1日 - 「福岡県三潴中学校」と改称。（校名から「立」が除かれる。）
- 1948年（昭和23年）4月1日 - 学制改革により、「福岡県立三潴高等学校」（男子校）と改称。定員200名
- 1949年（昭和24年）
  - 4月1日 - 福岡県高等学校再編成により、農業科を設置し、総合制および男女共学となる。定員は普通科450名、農業科150名、計600名
  - 8月31日 - 福岡県教育委員会告示により、「福岡県立三潴高等学校」（男女共学）となる。
- 1951年（昭和26年）3月10日 - 校歌を制定。
- 1961年（昭和36年）4月1日 - 定時制課程の生徒募集を停止。
- 1964年（昭和39年）3月31日 - 定時制課程を廃止。
- 1973年（昭和48年）4月1日 - 農業科の募集を停止。
- 1975年（昭和50年）3月31日 - 農業科を廃止。
- 1976年（昭和51年）7月5日 - プールが完成。
- 1983年（昭和58年）
  - 3月24日 - 武道場が完成。
  - 11月1日 - 同窓会館「柏葉会館」が完成。
- 1984年（昭和59年）
  - 4月1日 - 普通科に体育コース（1学級）を設置。
  - 11月19日 - 自転車置場を新築、移転。
- 1985年（昭和60年）
  - 1月24日 - 部室が完成。
  - 1月31日 - 第2グラウンドが完成。
- 1987年（昭和62年）3月19日 - トレーニング場が完成。
- 1988年（昭和63年）12月2日 - テニスコートが完成。
- 1989年（平成元年）2月14日 - 食堂が完成。
- 1993年（平成5年）
  - 3月9日 - 多目的アリーナが完成。
  - 3月31日 - カヌー艇庫を新築、移転。
  - 12月 - 中国上海市江蘇省への修学旅行を実施。（1995年（平成7年）まで）
- 1996年（平成8年）3月1日 - 校訓碑を建立。
- 1997年（平成9年）3月1日 - 校歌碑を建立。
- 1998年（平成10年）11月 - オーストラリアシドニーへの修学旅行を実施。（2000年（平成12年）まで）
- 2002年（平成14年）11月 - 中国北京市への修学旅行を実施。
- 2007年（平成19年）4月1日 - 体育コースがスポーツ文化コースに改編。制服を改定。

## 学校行事
3学期制
1学期
- 4月 - 入学式、自立と協同を学ぶ体験活動
- 5月 - 小学校体力テスト補助実習
- 6月 - 文化柏葉祭（文化祭）、スポーツ教室
- 7月 - クラスマッチ

2学期
- 9月 - 体育柏葉祭（体育祭）、1年体力測定実習（スポーツ文化コース）
- 10月 - 中学生体験入学
- 11月 - 2年海外修学旅行（台湾）
- 12月 - 1年地域企業CM制作実習

3学期
- 1月 - 百人一首かるた大会、2スキー実習（スポーツ文化コース）
- 2月 - ロードレース大会、2年体力測定実習（スポーツ文化コース）
- 3月 - 卒業式、ロードレース（英語版）クラスマッチ、英単語・漢字コンクール、2年上級救急救命講習（スポーツ文化コース）

## 部活動
運動部
- ソフトボール部
- カヌー部
- 陸上部
- サッカー部
- 水泳部 - 1955年・61年にインターハイ総合優勝を達成した。
- 野球部
- バスケットボール部
- バレーボール部
- 剣道部
- テニス部
- 卓球部
- バドミントン部

文化部
- 書道部
- 茶華道部
- 美術部
- 書道部
- 調理部
- 和太鼓部
- 弁論部
- ボランティア同好会

## 著名な出身者
- 細川潤一 - 作曲家
- 中園健司 - 脚本家
- 吉武裕 - 2000年10月 鹿屋体育大学体育学部教授
- 大坪博和 - サッカー選手（2005年JFL得点王）
- 高橋祐太郎 - プロサッカー選手（V・ファーレン長崎所属）
- 中川りな - ボートレーサー
- 生津彩夏 - アイドル、ダンサー 望月彩華（もちづき あやか）名義で元女性アイドルグループHR（エイチアール）メンバー　小悪魔ahehaオーディション2016ファイナリスト　元バーレスク東京ポールダンサー

オリンピック出場選手
- 富田一雄 - 競泳選手（メルボルンオリンピック代表・ローマオリンピック銅メダリスト）
- 田中和宏（英語版） - 近代五種選手（ローマオリンピック代表）
- 香丸恵美子 - 走幅跳選手（1964年東京オリンピック代表）
- 山下博子 - 走幅跳元日本記録保持者（ミュンヘンオリンピック代表）
- 片峯隆 - 走高跳選手（モスクワオリンピック代表）
- 南部博子（英語版） - シドニーオリンピック自転車競技代表
- 藤本索子 - ソフトボール選手（北京オリンピック金メダリスト）
- 桐明輝子 - カヌー選手（2020年東京オリンピック代表）

## アクセス
最寄りの鉄道駅
- 西鉄 西鉄天神大牟田線 「犬塚駅」より、自転車で約15分。

最寄りのバス停
- 西鉄バス久留米 「城島新町」下車後すぐ。
  - 西鉄天神大牟田線 「大善寺駅」から、路線バス（西鉄バス久留米）が出ている。

最寄りの道路
- 佐賀県道・福岡県道15号佐賀八女線、「城島中町」交差点
- 福岡県道83号大和城島線
- 福岡県道701号城島三潴線、「三潴高校前入口」交差点

## 周辺
- 久留米市立城島小学校
- 久留米市立城島中学校
- 久留米市役所城島総合支所・城島図書館・城島総合文化センター
- 城島郵便局
- 福岡県警察城島庁舎（旧・城島警察署）
- 山ノ井川
- 筑後川